# Sonja Lumme
Sonja Lumme (nacida el 6 de octubre de 1961 en Kristinestad) es una cantante finlandesa.

## Carrera
Ella dio inicio a su carrera cuando empezó a grabar a fines de los años 1970s, luego de que Hi-Hat lanzara su sencillo debut. Pero no fue hasta los años 1980s, cuando comenzó oficialmente su carrera como cantante, después de que ella firmara un contrato con la discográfica JP-Musiikin. Bajo este sello, Lumme publicó su primer álbum, Anna olla vapaa, en 1983. Su siguiente disco, Päivä ja yö, fue lanzado en 1984, y al año siguiente salió a la luz su tercer disco, titulado Easy Life.
Ese mismo año, Sonja se convirtió en la representante de Finlandia en el Festival de la Canción de Eurovisión, celebrado en Gotemburgo, Suecia, el 4 de mayo. Su canción titulada "Eläköön elämä" ("Viva la vida") consiguió 58 puntos y finalizó en el 9° lugar.
Lumme trabajó como presentadora en el programa Ihana piha del canal finés MTV3, el que se transmite desde 2008.

## Vida personal
Ella está casada con el actor y cantante de ópera, Arne Nylanderin.

## Discografía
- Anna olla vapaa (JP-Musiikki, 1983)
- Päivä ja yö (JP-Musiikki, 1984)
- Easy Life (JP-Musiikki, 1985)
- Sonja (Finnlevy, 1990)
- Sonja ja Timo (Inmusic, 1998)
- Kissanainen (Inmusic, 2003)
- Meri ja tuuli (Inmusic, 2007)